# James Randi
James Randi (nascido Randall James Hamilton Zwinge; Toronto, Canadá, 7 de agosto de 1928 - 20 de outubro de 2020) foi um mágico e cético canadense naturalizado norte-americano, mais conhecido pelo seu desafio às alegações de sobrenaturalidade e pseudociência. Randi é o fundador da James Randi Educational Foundation (JREF, na sigla em inglês) e co-fundador do Comitê para a Investigação Cética. Randi começou a sua carreira como mágico, usando o nome The Amazing Randi, mas depois de se aposentar, aos 60 anos, ele dedicou a maior parte de seu tempo a investigar os supostos fenômenos paranormais, ocultos e sobrenaturais, que ele chamava de "woo-woo".
Embora fosse chamado de "desenganador" (debunker), Randi não gostava do termo e suas conotações, preferindo ser chamado de "investigador". Ele escreveu sobre paranormalidade, ceticismo e História da mágica. Era frequentemente convidado para o programa de televisão The Tonight Show Starring Johnny Carson e ocasionalmente aparecia no programa de TV Penn & Teller: Bullshit!. A JREF patrocinava o "Desafio Paranormal de Um Milhão de Dólares", prêmio que seria dado aos candidatos elegíveis que pudessem demonstrar qualquer evidência de fenômenos paranormais, sobrenaturais ou poderes ocultos, testados em condições de comum acordo entre as partes.

## Biografia
Randi nasceu em Toronto, na província de Ontário, no Canadá, em 7 de agosto de 1928. Filho de Marie Alice (nascida Paradis) e George Randall Zwinge, ele tinha um irmão e uma irmã mais novos. Ele começou a lidar com mágica depois de ver Harry Blackstone e lendo livros de mágica durante os 13 meses em que ficou engessado por causa de um acidente de bicicleta. Ele surpreendeu os médicos que esperavam que ele nunca mais andasse novamente. Randi frequentemente matava aulas e, aos 17 anos, abandonou o ensino médio para se apresentar como ilusionista em um espetáculo itinerante. Ele atuava como mentalista em clubes noturnos locais de Toronto e escrevia para um jornal de Montreal. Por volta dos 20 anos, Randi se passava por astrólogo para demonstrar que ele estava na verdade fazendo pequenos truques, e por um curto período foi responsável por escrever uma coluna astrológica no jornal canadense Midnight com o nome de "Zo-ran", o que fazia simplesmente embaralhando os itens de colunas anteriores e colando-os aleatoriamente na coluna seguinte. Por volta dos 30 anos, Randi trabalhou nas Filipinas e em clubes noturnos por todo o Japão. Ele testemunhou muitos truques apresentados como sendo sobrenaturais. Uma de suas mais antigas experiências foi a de um evangelista usando uma versão do truque conhecido como "ler um bilhete a frente" que era uma técnica usada para convencer os paroquianos dos seus poderes divinos.

## Carreira

### Mágico

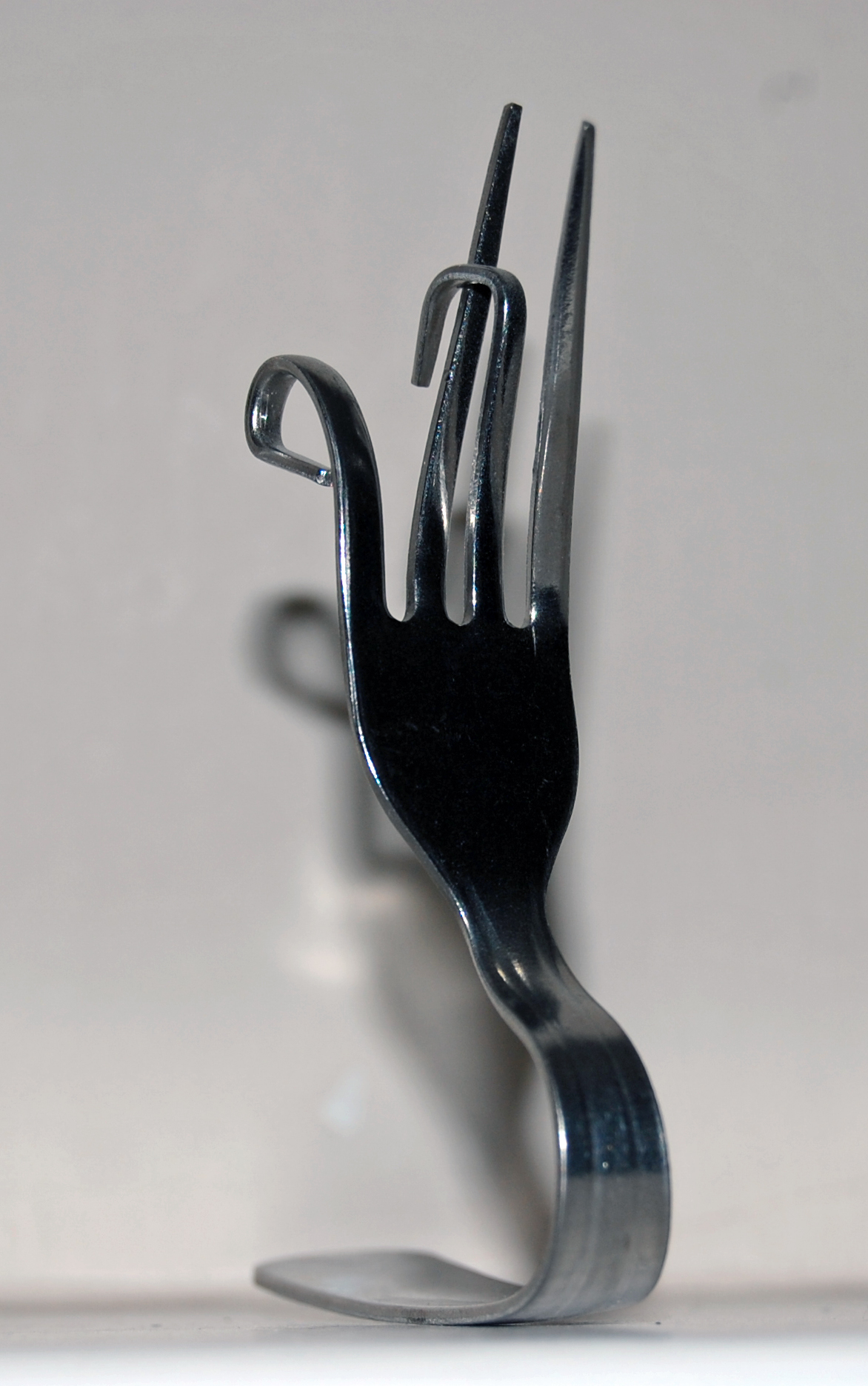
Garfo entortado por Randi

Apesar de se definir como um conjurador, a carreira de Randi como ilusionista e escapista começou em 1946. No começo, ele se apresentava com o seu nome real, Randall Zwinge, que mais tarde trocou por "The Amazing Randi" (O Incrível Randi). Ainda no começo de sua carreira, ele se apresentou várias vezes em números onde escapava de celas de cadeia e cofres por todo o mundo. Em 7 de fevereiro de 1956, ele apareceu ao vivo no programa de TV The Today Show, onde ficou selado por 104 minutos em um caixão de metal mergulhado em uma piscina de hotel, quebrando assim o recorde de Houdini, que era de 93 minutos, mas ele enfatizou que era 24 anos mais novo que Houdini quando do feito, o que lhe dava uma enorme vantagem.
No final dos anos 60, em Nova Iorque, Randi apresentou o programa de rádio The Amazing Randi Show, preenchendo o espaço de um programa de tema similar apresentado por Long John Nebel, e frequentemente convidava pessoas que defendiam o sobrenatural, entre eles o então amigo de Randi James Moseley. Randi, por sua vez, falou sobre Moseley no Quarto Congresso de Ufologia Científica de 1967, em Nova Iorque, dizendo: "Não vamos nos enganar. Há uma grande variedade de mentirosos envolvidos nisso tudo. Mas, entre nós, debaixo de todo lixo e bobagem da ufologia, talvez haja um grãozinho de verdade".
Randi também apresentou inúmeros especiais para a TV e também esteve em várias turnês mundiais. Como "The Amazing Randi", ele se apresentava regularmente na série de TV novaiorquina Wonderama de 1959 a 1967. Também foi o apresentador do retorno, nos anos 70, da série de TV dos anos 50 The Magic Clown, embora o programa tenha tido uma curta temporada. Na edição de 2 de fevereiro de 1974 da revista de mágica Abracadabra, Randi definiu a comunidade de mágicos dizendo: "Eu não conheço nenhuma atividade que dependa tanto de confiança mútua e fé como a nossa". Na edição de dezembro de 2003 da revista The Linking Ring, uma publicação bimestral da The International Brotherhood of Magicians, no artigo "Pontos a Considerar: outra questão de ética", na página 97 é dito que "Talvez a ética de Randi é o que o torna Espetacular" e "O Amazing Randi não só fala sobre ética, mas a pratica".
Durante a turnê de 1973-1974 de Alice Cooper, Randi atuou no palco como o dentista e carrasco de Alice. Ele também desenhou construiu diversos dos aparatos cenográficos, incluindo uma guilhotina. Logo depois, em 1976, em uma apresentação para o especial da TV canadense World of Wizards, Randi escapou de uma camisa de força enquanto estava suspenso de cabeça para baixo sobre as Cataratas do Niágara.
Randi foi acusado de usar poderes sobrenaturais genuínos ao fazer truques como entortar colheres. De acordo com James Alcock, em uma reunião onde Randi estava duplicando os truques de Uri Geller, um professor da Universidade de Buffalo gritou que Randi era uma fraude, ao que Randi respondeu: "Sim, de fato. Eu sou um enganador, sou um trapaceiro, sou um charlatão, é assim que ganho a vida. Tudo o que eu fiz aqui foi conseguido através de truques.". Ao que o professor rebateu: "Não foi isso o que eu quis dizer. Você é uma fraude porque você está fingindo que está fazendo essas coisas através de truques, mas na verdade você está usando poderes sobrenaturais e nos enganando, por não admitir isso". Um episódio semelhante envolveu o senador Claiborne Pell, um crente nos fenômenos paranormais. Quando Randi demonstrou pessoalmente a Pell que ele poderia revelar o conteúdo de um desenho dentro de um envelope que havia sido feito pelo senador, simplesmente usando truques, Pell se recusou a acreditar que era um truque, dizendo, "Eu acho que Randi tem poderes sobrenaturais e não se dá conta disso." Até hoje Randi tem consistentemente negado possuir quaisquer habilidades ou poderes paranormais.

### Autor
Randi é autor de dez livros, entre eles Conjuring (1992), uma história biográfica de alguns mágicos famosos. O livro tem o subtítulo "Being a Definitive History of the Venerable Arts of Sorcery, Prestidigitation, Wizardry, Deception, & Chicanery and of the Mountebanks & Scoundrels Who have Perpetrated these Subterfuges on a Bewildered Public, in short, MAGIC!" ("Um guia definitivo da história da venerável arte da bruxaria, prestidigitação, feitiçaria, enganação e trapaças e dos saltimbancos e salafrários que perpetraram esses subterfúgios para a perplexidade do público, em resumo, MÁGICA!" ). A capa ainda diz: "Por James Randi, um arrependido canalha dedicado a essas práticas malignas, mas que agora está quase totalmente recuperado." O livro seleciona os mais influentes mágicos e conta suas histórias no contexto de estranhas mortes e carreiras na estrada. Esse trabalho foi expandido em um segundo livro chamado Houdini, His Life and Art. (Houdini, Sua vida e Arte). Esse trabalho ilustrado foi publicado em 1976 e teve a coautoria de Bert Sugar, e foca na vida profissional e pessoa de Houdini.
Randi também escreveu um livro infantil em 1989 intitulado The Magic World of the Amazing Randi ("O Mundo Mágico do Espetacular Randi"), em que ele ensina truques para crianças. Além dos seus livros sobre mágica, ele escreveu diversos livros sobre paranormalidade e pseudociência, incluindo as biografias de Uri Geller e Nostradamus, bem como materiais de referências para outras grandes personalidades do mundo paranormal. Seu mais recente trabalho que é intitulado A Magician in the Laboratory (Um mágico no laboratório), em que ele conta a sua aplicação do ceticismo à Ciência.
Ele era membro do clube literário Trap Door Spiders, que serviu de base para o grupo ficcional de solução de mistérios usado por Isaac Asimov chamado Widowers Black Widowers.
Outros livros são Flim-Flam! (1982) e The Faith Healers (1987).

### Cético

O Livro de Randi chamado A Verdade Sobre Uri Geller (1982)

Randi chamou a atenção da mídia internacional em 1972, quando desafiou publicamente as alegações de Uri Geller. Randi acusou Geller de não passar de um charlatão e um enganador que usava truques comuns de mágica para obter os feitos ditos "sobrenaturais", e apresentou as suas críticas no livro The Truth About Uri Geller (1982) ('A verdade Sobre Uri Geller').
Em 1991, Geller processou Randi, pedindo quinze milhões de dólares como reparação, e perdeu. Geller então processou o Comitê para a Investigação Científica de Alegações do Paranormal (CSICOP, na sigla em Inglês), perdendo o processo em 1995, e ainda foi sentenciado a pagar US$ 120 mil por ter acionado o judiciário por motivo fútil. Randi também refutou as alegações de que Geller de que ele seria capaz de tirar um tipo de "fotografia psíquica", que ficou famosa no caso de Ted Serios. Randi argumentou que era fácil reproduzir os efeitos usando um dispositivo ótico escondido na mão.
Randi foi o fundador e membro proeminente do CSICOP. Durante o período da disputa judicial contra Geller, a diretoria do CSICOP, tentando evitar mais problemas com Geller, pediu a Randi que evitasse comentar o assunto. Randi recusou-se e afastou-se, mas manteve um relacionamento respeitoso com o grupo, que em 2006 trocou o seu nome para Comitê para a Investigação Cética (CSI, na sigla em Inglês). Em 2010, Randi foi um dos 16 novos membros do CSI, tendo sido eleito para o comitê diretor.
Randi continuou escrevendo vários livros criticando as crenças e alegações de paranormalidade. Ele também demonstrou falhas em estudos que sugeriam a existência de fenômenos sobrenaturais reais; em seu Projeto Alpha, Randi revelou ter conseguido infiltrar uma dupla de mágicos por três anos em uma pesquisa paranormal sem que eles fossem detectados. A peça pregada por Randi tornou-se um escândalo e demonstrou como eram falhas as pesquisas realizadas por vários institutos de pesquisas paranormais em nível universitário.
Randi apareceu em vários programas de TV, algumas vezes desmascarando diretamente as alegadas habilidades dos convidados. Em 1981 em uma aparição no programa de TV That's My Line, Randi confrontou o paranormal James Hydrick, que dizia ter poderes telecinéticos, como mover as páginas de uma lista telefônica, e fazia demonstrações dessas habilidades ao vivo em programas de TV. Randi demonstrou que Hydrick estava movendo as páginas soprando-as discretamente por entre os lábios levemente abertos. Para demonstrar isso, ele colocou pequenos pedaços de isopor na mesa à frente da lista telefônica, de modo que Hydrick não pudesse mais demonstrar seu "dom" sem soprar também o isopor. Randi depois escreveu que Hydrick "confessou tudo".

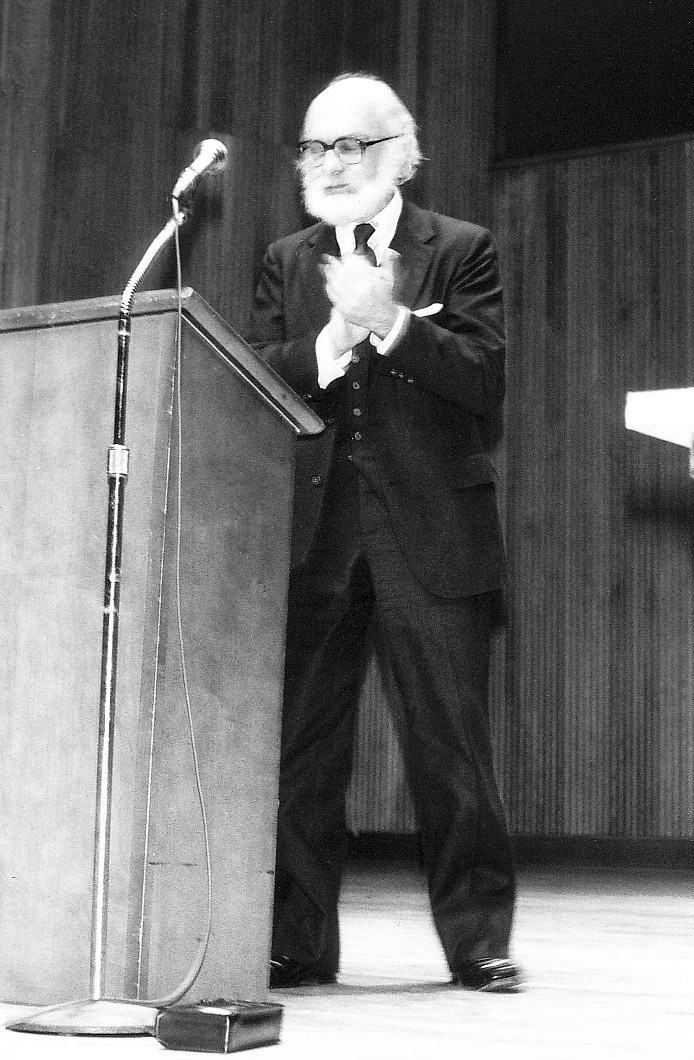
Randi speaks at the 1983 CSICOP Conference in Buffalo, NY

Randi recebeu a bolsa do MacArthur Fellows Program em 1986. O dinheiro, pago por cinco anos, permitiu a Randi a desmascarar outros curandeiros da fé, incluindo W. V. Grant, Ernest Angley, e Peter Popoff, a quem Randi primeiramente desmascarou no programa de TV The Tonight Show com Johnny Carson em fevereiro de 1986. Carson ficou sabendo da investigação que Randi estava conduzindo a respeito de Popoff, e convidou Randi para o seu Talk Show noturno sem que ele soubesse que seria desmascarado. Carson ficou chocado quando Randi mostrou um pequeno trecho de vídeo aos seus telespectadores onde Popoff chamava uma mulher da plateia da igreja, e começava a citar informações pessoais sobre ela dizendo que essas informações vinham diretamente de Deus, enquanto ele sobrepunha suas mãos em cima da mulher e afirmava estar expulsando os demônios dela. Randi então tocou o mesmo trecho mais uma vez, mas dessa vez com a sobreposição de som que foi capturado durante o evento através de um rastreador de sinais de rádio. O rastreador detectou a frequência que era usada pela esposa de Popoff, Elizabeth, enquanto ela estava atrás do palco para enviar, por um rádio, informações pessoais preenchidas pelos participantes e coletadas por assistentes antes do evento. Essas informações eram chamadas de "cartões de orações" (prayer cards), onde os fiéis eram instruídos a preencher dados como nome, endereço, e doença que desejavam curar para que Popoff pudesse rezar por eles.
A cobertura jornalística gerada pelo desmascaramento feita no The Tonight Show fez com que várias estações de TV deixassem de exibir os programas religiosos de Popoff na TV, levando-o a declarar falência em 1987. Entretanto, o televangelista voltou ao ar uma década depois, por meio de comerciais pagos, e em 2005 chegou a arrecadar US$ 23 milhões de telespectadores que lhe enviavam dinheiro pela promessa de cura e prosperidade. O programa de TV Think Again! TV, do Centro Canadense para a Investigação, documentou uma das apresentações recentes de Popoff em 26 de maio de de 2011, em Toronto, diante de uma grande plateia que esperava ser salva da doença e da pobreza.
Em 1988, Randi testou a ingenuidade da mídia criando o seu próprio embuste. Com a colaboração do time da versão australiana do programa de TV 60 Minutes e enviando comunicados para vários veículos de comunicação, ele conseguiu gerar publicidade para um médium chamado Carlos, que na verdade era um amigo de Randi, o ator José Alvarez. Randi o orientava através de um ponto eletrônico. O programa 60 Minutes sobre o "Carlos Hoax", afirmou "Carlos não teria conseguido encher o Opera House se a cobertura da mídia tivesse sido mais agressiva e investigasse os fatos". Entretanto, o jornalista da revista The Skeptic Tim Mendham concluiu que a cobertura da mídia sobre o caso Alvarez não foi crédula, mas mostrou que ela se beneficiaria se tivesse adotado uma abordagem mais cética. O embuste foi revelado no programa 60 Minutes; Carlos e Randi explicaram como eles conseguiram chamar a atenção da mídia e fazer os truques.
Em seu livro The Faith Healers ("Os curandeiros da Fé"), Randi escreveu que sua raiva e incansável luta contra a superstição vem da compaixão pelas vítimas de fraude. Randi tem sido um forte crítico do médium João de Deus, um autoproclamado cirurgião espiritual que recebeu bastante atenção internacional. Sobre as cirurgias espirituais, Randi comentou: "Para qualquer ilusionista experiente, os métodos que são usados para fazer esses aparentes milagres são bastante óbvios".
Em 1982, Randi verificou as alegações de Arthur Lintgen, um médico da Filadélfia que afirmava ser capaz de determinar a música clássica gravada em um disco de vinil apenas olhando para os sulcos do disco. Entretanto ele não afirmava ter nenhum poder sobrenatural, apenas afirmava entender os padrões que os sulcos formavam em certos tipos de gravações. Ele demonstrou ser realmente capaz de reconhecer as gravações, desde que fossem de músicas clássicas compostas por Beethoven.
James Randi afirmou que Daniel Dunglas Home, conhecido por supostamente tocar um acordeão que estava trancado em uma gaiola sem tocá-la fisicamente, foi pego trapaceando em algumas ocasiões, mas os incidentes não foram levados a público. Ele também afirmou que o acordeão em questão era uma gaita de boca de uma oitava que podia ser ocultada debaixo do grande bigode de Home. Ele ainda afirmou que várias gaitas de boca foram encontradas em seus pertences depois de sua morte.
Randi distinguia entre pseudociência e "crackpot science" (ciência de malucos). Ele achava que a maior parte da parapsicologia é pseudociência por causa da maneira como os experimentos são conduzidos, mas não que o assunto não seja digno de uma legítima investigação científica, e dela uma série de verdadeiras descobertas científicas podem advir. Mas Randi disse que a "crackpot science" como sendo "tão incorreta quanto" a pseudociência, mas sem pretensões de ser realmente científica.

### Explorando os poderes paranormais - Programa de TV ao vivo
Randi participou do programa de TV ao vivo Exploring Psychic Powers ("Explorando os Poderes Paranormais"), transmitido ao vivo em 7 de junho de 1989, onde examinava uma série de pessoas que afirmavam ter poderes sobrenaturais. Na época, foi oferecido um prêmio de 100 mil dólares (sendo 10 mil de Randi e 90 mil pagos pela emissora responsável, a LBS) para qualquer um que conseguisse demonstrar tais poderes. Algumas participações são descritas a seguir.
- Um astrólogo afirmava que poderia descobrir o signo de uma pessoa após conversar com ela por alguns minutos. Ele foi apresentado a doze pessoas, uma de cada vez, cada uma com um signo diferente. Elas não podiam comentar nada sobre sua data de nascimento e nem usar nenhuma roupa ou acessório que permitisse ao astrólogo inferir qual seu signo. Depois de o astrólogo falar com todos as pessoas, cada uma deveria se sentar na frente de um cartaz que indicava a qual signo o astrólogo achava que eles seriam. Por um acordo prévio, o astrólogo deveria acertar pelo menos dez deles para ser considerado vitorioso. Quando foram revelados os verdadeiros signos dos participantes, descobriu-se que o astrólogo não acertou nenhum.
- Um médium afirmava ser capaz de ler a aura das pessoas, pois estas, segundo ele, seriam visíveis à volta das pessoas por pelo menos cinco polegadas (12,5 cm). O médium selecionou pessoas que ele afirmava poder ver a aura. As pessoas ficaram atrás de telas translúcidas, sendo que o médium afirmou anteriormente ser capaz de ver a aura acima das telas. As pessoas então se posicionaram atrás das telas. As telas foram numeradas de 1 a 10, e as pessoas foram sorteadas para ficarem atrás das telas, ou não. O médium deveria afirmar se haveria ou não uma pessoa atrás da tela visualizando sua aura por cima da tela. Como o acerto esperado em uma seleção aleatória é de 5 em 10, o médium concordou em acertar 8 em 10 para ser considerado vencedor. Ele afirmou ver auras acima de todas as telas, mas apenas 4 das telas tinham pessoas.
- Um rabdomante afirmava ser capaz de localizar garrafas d'água com sua varinha, mesmo que essa garrafa estivesse fechada dentro de uma caixa de papelão. Então foram disponibilizadas 20 caixas, sendo que o rabdomante deveria indicar quais das caixas continham garrafas d'água. Ele indicou que 8 das caixas continham água, mas de fato apenas cinco continham água, e nenhuma das caixas indicadas por ele continha água.
- Uma médium psicometrista afirmava ser capaz de receber informações pessoais dos donos de certos objetos de uso pessoal. Para evitar ambiguidades, a médium concordou em ser testada usando 12 conjuntos de relógios de pulsos e chaves que pertenciam a 12 indivíduos. Ela deveria combinar cada chave com o relógio pertencentes à mesma pessoa. De acordo com o que foi combinado previamente, ela deveria combinar ao menos 9 dos doze conjuntos para que sua habilidade fosse considerada genuína, mas ela só conseguiu acertar dois.
- Outro médium usava cartas de Zener, tentando adivinhar quais símbolos se encontravam em cada uma das cartas. Nesse caso, estatisticamente é esperado que 50 cartas coincidiram com as previsões, se estas forem feitas ao acaso. Por isso ele concordou que para que sua habilidade fosse considerada genuína ele deveria ser capaz de prever acima de 82 cartas. Entretanto ele só conseguiu acertar 50 cartas, não diferindo de uma seleção ao acaso.[73]

## James Randi Educational Foundation (JREF)
Em 1996, Randi fundou a James Randi Educational Foundation, e com ela Randi e seus colegas criaram o blog chamado Swift. Nesse blog são tratados vários assuntos, que vão de Ciência a Matemática. Randi também escreve regularmente e tem uma coluna chamada "'Twas Brillig," que é uma referência a uma frase de um poema de Lewis Carrol em seu livro "Alice Através do Espelho e O Que Ela Encontrou Por Lá" na revista Skeptic da The Skeptics Society. Em seus comentários, Randi dá exemplos daquilo que ele considera como nonsense, que é o que ele tenta combater todos os dias.
Randi apareceu com frequência em diversos podcasts, incluindo o podcast oficial da The Skeptics Society, Skepticality, e no Podcast Point of Inquiry do grupo Center for Inquiry. A partir de setembro de 2006, ele apareceu de vez em quando no popular Podcast The Skeptics' Guide to the Universe em um segmento chamado "Randi Speaks". Além disso, ele chegou a ter o seu próprio podcast, chamado The Amazing Show, onde Randi conta suas estórias em forma de entrevista.

## Sobre religião
Os pais de Randi eram membros da Igreja Anglicana, mas não eram frequentadores assíduos e raramente iam ao culto. Ele chegou a frequentar a escola dominical algumas poucas vezes quando criança, mas decidiu que não deveria mais ir, porque lhe disseram que ele deveria parar de questionar ou duvidar dos ensinamentos da igreja.
Em seu texto intitulado "Porque eu nego a religião, e o quão tola e fantasiosa ela é, e porque sou um ateu dedicado e vociferante", Randi, que se identificou como ateu, diz que muitas das histórias bíblicas como a imaculada concepção, os milagres de Jesus Cristo e a divisão do Mar Vermelho por Moisés não são críveis. Por exemplo, Randi se refere à Virgem Maria como sendo "engravidada por um fantasma de algum tipo, e como resultado teve um filho que podia andar sobre as águas, ressuscitar os mortos, e transformar a água em vinho e multiplicar pães e peixes", e pergunta como Adão e Eva "puderam ter dois filhos, sendo que um deles matou o outro, mas ainda assim conseguiram povoar toda a Terra sem cometerem incesto." Ele afirma que, comparado com isso, "o Mágico de Oz é mais crível e mais divertido".
No seu livro chamado Uma enciclopédia de Alegações, Fraudes e Embustes do Oculto e do Sobrenatural (1995), ele analisa de maneira cética uma série de práticas espirituais. Sobre as técnicas de meditação do Guru Maharaj Ji, ele afirma: "Somente uma pessoa muito ingênua pode se convencer que eles o deixaram saber de algum tipo de segredo celestial". Em 2003, ele foi um dos signatários do Manifesto Humanista.

## Desafio de Um Milhão de Dólares ao Sobrenatural
A James Randi Educational Foundation ofereceu um prêmio de US$ 1 milhão para os candidatos elegíveis que pudessem demonstrar sua habilidade sobrenatural em um teste sob condições científicas de comum acordo, semelhantes aos desafios sobrenaturais propostos por John Nevil Maskelyne e Harry Houdini. Em 1964, Randi anunciou que daria mil dólares de seu próprio dinheiro para qualquer um que conseguisse dar evidências concretas de habilidades sobrenaturais, e ele publicou formalmente as regras. Ninguém conseguiu passar pela fase preliminar, em que os parâmetros tinham que ser acordados entre as partes previamente. Ele se recusava a aceitar desafiantes que poderiam sofrer graves acidentes ou morte como consequência de uma falha nos testes. Desde 1º de abril de 2007, somente aqueles que tivessem presença na mídia e uma reputação acadêmica eram aceitos para o teste. Ele fez isso para evitar perder tempo com alegações estranhas e obscuras e dessa forma ele poderia se focar nos mais médiuns notórios como Sylvia Browne, Allison DuBois e John Edward, que tinham presença na mídia.

## Vida pessoal
Em 1987, Randi se naturalizou como cidadão dos Estados Unidos. Randi afirmou que a razão de ele ter se tornado cidadão norte-americano foi o evento que aconteceu durante uma turnê do show de Alice Cooper. A Real Polícia Montada do Canadá fez uma busca nos armários da banda durante a apresentação. Nada foi encontrado, mas mesmo assim a polícia destruiu o quarto.
Em fevereiro de 2006, Randi passou por uma cirurgia de ponte de safena. No começo do fevereiro de 2006, o hospital declarou que ele estava em condições estáveis e recebendo excelente tratamento, tendo corrido tudo bem no seu procedimento. Randi se recuperou após a cirurgia e conseguiu organizar e participar do Amazing Meeting (uma convenção anual de cientistas, mágicos, céticos, ateus e livres pensadores) de 2007 em Las Vegas.

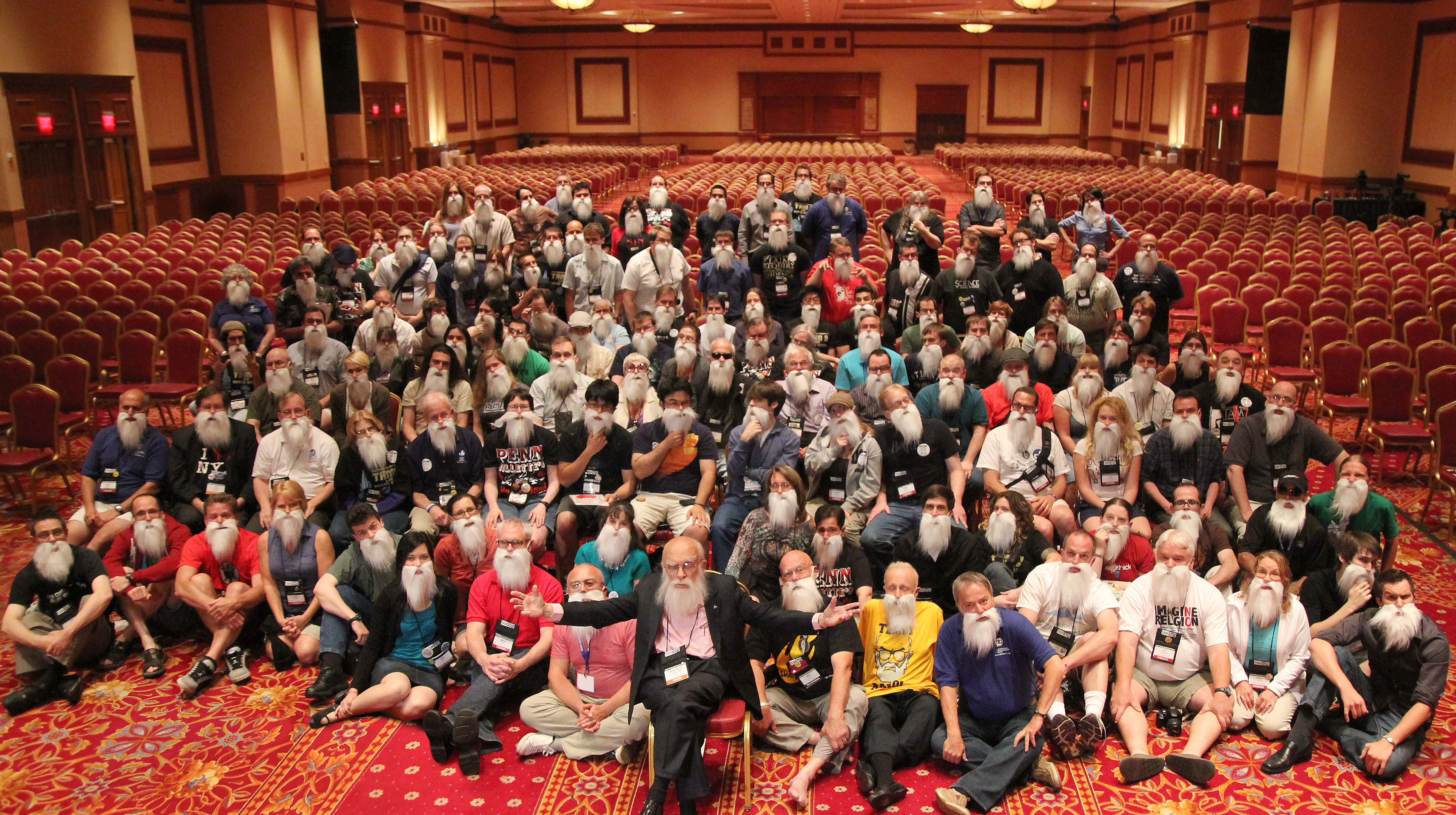
The Independent Investigations Group (Grupo de Investigação Independente). Tributo a James Randi no evento The Amazing Meeting 9 (TAM9), em Julho de 2011

Em junho de 2009, Randi foi diagnosticado com câncer de intestino. Ele tinha um tumor do tamanho de uma bola de ping-pong que foi removido do seu intestino durante uma laparoscopia. Ele anunciou o diagnóstico uma semana depois da sétima edição do Amazing Meeting, assim como o fato de ter agendado o início da quimioterapia para as semanas seguintes. Ele ainda disse na conferência: "Um dia, eu vou morrer. E isso é tudo que existe. Ah, isso é bem ruim, mas eu tenho que abrir espaço. Eu estou usando muito oxigênio e tal — eu acho que eu faço um bom uso do oxigênio, mas é claro, eu sou um pouco tendencioso no assunto". Randi também disse que, depois que ele se for, não quer que seus fãs se preocupem em dar um nome a um museu de mágica em seu nome ou comprar-lhe uma bela lápide. Ao invés disso, disse: "Eu quero ser cremado, e quero que as minhas cinzas sejam sopradas nos olhos do Uri Geller". Randi fez sua última sessão de quimioterapia em 31 de dezembro de 2009, como ele explicou em 12 de janeiro de 2010 em um vídeo em que ele afirma que sua experiência com a quimioterapia não foi tão desagradável quanto ele imaginava.
Em 21 de março de 2010, em um blog, Randi anunciou que era homossexual, e explicou sua atitude como tendo sido inspirada pelo filme Milk, de 2008, em que Sean Penn representava o papel do ativista dos direitos dos homossexuais Harvey Milk, o primeiro político publicamente gay a ser eleito para um cargo público na Califórnia. Durante a sua aparição no Amazing Meeting em 12 de julho de 2013, Randi anunciou que se casou com o seu parceiro há 27 anos, o artista Deyvi Peña, em Washington, D.C., 10 dias antes.
Em 2012, o mágico Penn Jillette anunciou que estava trabalhando em uma biografia de Randi.
Randi morreu em 20 de outubro de 2020, aos 92 anos.